# Sodom (Buch)
Sodom. Macht, Homosexualität und Doppelmoral im Vatikan ist ein Buch von Frédéric Martel, das im Verlag Robert Laffont auf Französisch veröffentlicht, in acht Sprachen übersetzt und im Februar 2019 gleichzeitig in rund 20 Ländern veröffentlicht wurde.

## Kontext
Basierend auf einer Reihe angeblich übereinstimmender Zeugnisse von 41 Kardinälen, 52 Bischöfen und 45 apostolischen Nuntien will das Buch einen Teil des „Schleiers“ innerhalb der römisch-katholischen Kirche, der als weltliches Tabu vorherrsche, lüften.
Der Autor argumentiert, dass eine überwältigende Mehrheit der Priester und Bischöfe im Vatikan – von denen viele paradoxerweise virulente homophobe Reden hielten – selbst homosexuellen Attraktionen ausgesetzt sei, die sie weiterhin verurteilten. Im weiteren Sinne würden die homophilen Impulse dieser Geistlichen heimlich befriedigt oder umgekehrt würden ihre fleischlichen Wünsche durch einen Zustand pseudo-asketischer Abstinenz sublimiert.

## Fernsehinterviews
- Ali Baddou: Vatican et homosexualité : l’enquête choc. In: France 5 (Hrsg.): C l’hebdo. 23. Februar 2019 (französisch, youtube.com).

Verwandter Gast: Alain Finkielkraut
- Xavier Lambrechts: Sodoma, le livre sur l’homosexualité dans l’Église catholique qui scandalise le Vatican. In: TV5 Monde Info (Hrsg.): Grand Angle. 22. Februar 2019 (französisch, youtube.com).
- Yann Barthès: Invité : Frédéric Martel pour „Sodoma, enquête au cœur du Vatican“. In: TMC (Hrsg.): Quotidien. 14. Februar 2019 (französisch, tf1.fr).
- Alexis Favre: Sexuelle Skandale, das Gesetz des Schweigens: die Kirche in Konkurs? Kardinäle, die wegen Pädophiliefällen verurteilt wurden. Nonnen, die das Schweigen brechen und die manchmal organisierten Missbräuche anprangern, denen sie von Priestern zum Opfer fallen. In: Radio Télévision Suisse (Hrsg.): Infrarouge. 20. März 2019 (rts.ch – französisch: Scandales sexuels, loi du silence: l’Église en faillite ? Des cardinaux condamnés dans des affaires de pédophilie. Des religieuses qui rompent le silence et dénoncent les abus, parfois organisés, dont elles sont victimes de la part de prêtres.).

Gezielte Intervention zum Inhalt des Buches „Sodom. Macht, Homosexualität und Doppelmoral im Vatikan“ von Frédéric Martel, vgl. Timing 33:57 bis 40:00 Uhr.
Gäste: Charles Morerod, Bischof der Bistümer Lausanne, Genf und Freiburg; Claire Jonard, Koordinatorin des Centre romand des vocations; Bernard Litzler, Leiter von Cath-Info; Christine Pedotti, Direktorin von Témoignage chrétien, Journalistin, Autorin, Autorin von Qu'avez-vous fait de Jésus? (Éditions Albin Michel, Januar 2019); Frédéric Martel, Journalist, Soziologe, Autor von Sodoma: Enquête au cœur du Vatican [„Sodom. Macht, Homosexualität und Doppelmoral im Vatikan“] (Verlag Robert Laffont, Februar 2019); Michel Kocher, Direktor von Médias-pro (Office protestant des médias).